# Kantongerecht Zuidbroek
Het Kantongerecht Zuidbroek was van 1838 tot 2001 een kantongerecht in Zuidbroek in Nederland. Het werd gesloten vlak voordat in 2002 de kantongerechten als zelfstandig gerecht werden opgeheven. Het gerecht was gevestigd in een gebouw uit 1883, een van de eerste ontwerpen van W.C. Metzelaar. Zuidbroek was een kanton der 3de klasse. 

## Rechtsgebied

### 1838-1877
Bij de invoering van kantongerechten en arrondissementsrechtbanken in Nederland in 1838 werd de provincie Groningen verdeeld in drie arrondissementen. Het arrondissement Winschoten was het tweede arrondissement en verdeeld in twee kantons. In de Franse tijd waren er in dit gebied drie kantons opgericht: Winschoten, Veendam en Nieuwe Pekela. Zuidbroek was grotendeels een voortzetting van Veendam, met een aantal gemeenten uit het oude Winschoten. 
Het kanton omvatte de gemeenten Zuidbroek, Meeden, Muntendam, Veendam, Wildervank, Scheemda, Midwolda, Termunten, Nieuwolda en Noordbroek.

### 1877-1934
Het kanton Hoogezand, onderdeel van het arrondissement Groningen, werd in 1877 opgeheven. De gemeenten Hoogezand en Sappemeer uit dat kanton werden bij Zuidbroek gevoegd. Overigens bleef het kanton onveranderd het tweede kanton van Winschoten.

### Sinds 1934
De rechtbank te Winschoten sneuvelde bij de grote bezuinigingsoperatie in het begin van de jaren dertig van de twintigste eeuw. Tegelijkertijd werden de kantons Zuidhorn, Appingedam en Onderdendam, alle drie behorende bij het oude arrondissement Groningen, opgeheven. Zuidbroek overleefde deze reorganisatie en bleef vrijwel ongewijzigd, nu als derde kanton van Groningen, bestaan. Tot aan de opheffing in 2001 veranderde de omvang van het kanton enkel in 1990, als gevolg van de gemeentelijke herindeling in de provincie Groningen in dat jaar.

## Het gebouw
Het gerechtsgebouw in Zuidbroek dateert uit 1883. Het is een van de eerste ontwerpen van W.C. Metzelaar, die een paar jaar later zijn vader zou opvolgen als  hoofdingenieur der gevangenissen en rechtsgebouwen. De voorgevel van het bakstenen gebouw werd in de jaren dertig gepleisterd. Het is een rijksmonument.